# Kurt Bächtold

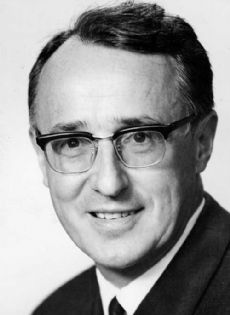
Kurt Bächtold (Foto Wessendorf, Schaffhausen)

Kurt Bächtold (* 13. November 1918 in Merishausen; † 30. Oktober 2009 in Schaffhausen) war ein Schweizer Journalist, Lokalhistoriker und Politiker (FDP).

## Biografie
Der Sohn eines Sekundarlehrers studierte von 1939 bis 1946 zunächst Geschichtswissenschaft und Altphilologie an der Universität Zürich und promovierte. Von 1947 bis 1968 war er als Redaktor bei den Schaffhauser Nachrichten tätig. Als Journalist setzte er sich massgeblich gegen den Bau des Kraftwerks Rheinau ein, das er in Artikeln als «Kulturschande» bezeichnete. Zwischen 1957 und 1961 war er auch Präsident des Historischen Vereins Schaffhausen. Von 1968 bis 1983 war er Leiter der Schaffhauser Stadtbibliothek. In dieser Funktion leitete er die Erschliessung und wissenschaftliche Bearbeitung der Nachlässe der Gebrüder Johannes von Müller und Johann Georg Müller. Er war Verfasser zahlreicher Publikationen zur Stadtgeschichte sowie zur Geschichte des Klettgau.

## Politik
Seine politische Laufbahn begann er 1948–1952 als Mitglied des Grossen Stadtrats von Schaffhausen. 1961 wurde er als Kandidat der Freisinnig-Demokratischen Partei (FDP) zum Mitglied des Ständerates gewählt. Dort vertrat er bis 1979 die Interessen des Kantons Schaffhausen und engagierte sich besonders in den Bereichen Naturschutz, Heimatschutz sowie Staats- und Bildungspolitik. Darüber hinaus war er auch im Bereich der Aussenpolitik tätig und von Januar 1972 bis Mai 1974 zunächst stellvertretendes Mitglied und dann bis September 1978 Mitglied der Parlamentarischen Versammlung des Europarats. Von 1975 bis 1979 war er Vizepräsident des Stiftungsrats des Schweizerischen Nationalfonds.
Im Amtsjahr 1973/1974 war er Präsident des Ständerates und damit nach Gustav Schoch, Albert Ammann, Beat Heinrich Bolli und Kurt Schoch der fünfte Präsident des Ständerates aus dem Kanton Schaffhausen. Erst 2013/2014 bekleidete mit Hannes Germann wieder ein Schaffhauser dieses Amt.
Nach seinem Ausscheiden aus dem Ständerat war er von 1980 bis 1988 Präsident der Eidgenössischen Natur- und Heimatschutzkommission.
1989 wurde er Ehrenbürger der Gemeinde Wilchingen sowie 1990 Ehrenmitglied des Historischen Vereins.

## Werke (Auswahl)
- Weltgeschichte im 20. Jahrhundert. Schaffhausen 1959. 173 S.
- Beiträge der Verwaltung des Stadtstaates Schaffhausen von der Reformation bis zur Revolution. Schaffhausen 1947.
- 500 Jahre Schützengesellschaft der Stadt Schaffhausen.Schaffhausen 1953. 89 S.
- Johannes von Müller. Kleine Schriften. Schaffhausen 1954. 242 S. (Co-Autoren Ernst Steinemann, Peter Vogelsanger, Karl Schib, Albert Steinegger)
- Photographische Erzählung. Schaffhausen, Rhein bis Untersee. 1955.
- 150 Jahre Schaffhauser Kantonale Offiziersgesellschaft, 1807–1957. Jubiläumsschrift. Schaffhausen 1957.
- 100 Jahre Scaphusia 1858–1958. Schaffhausen 1958.
- 150 Jahre Kantonale Gebäudeversicherung Schaffhausen 1809–1959. Schaffhausen 1959.
- Als Kriegsstürme um den Kanton Schaffhausen tobten. Schaffhausen 1965.
- Schaffhauser Fotobuch. Begegnung mit Stadt und Landschaft. 1970.
- Aus der Geschichte des Weinbaus in der Ostschweiz. Schriften zur Weingeschichte, 34.
- Mit Walter Ulrich Guyan und Jürg Zimmermann: Zu Allerheiligen in Schaffhausen. Zürich 1975.
- Randen. Land der weissen Wege. Photoband einer Schaffhauser Landschaft. Schaffhausen 1976.
- Schweizer Kantone – Schaffhausen. Neuenburg 1978.
- Schaffhausen zu Grossmutters Zeiten. Schaffhausen 1980.
- Mit Fritz Curt Weber und Emil Wiesli: Parkanlagen der Stadt Schaffhausen. Schaffhausen 1981.
- Ruth Blum. Biographie. Schaffhausen 1981.
- Mit Hermann Wanner: Wirtschaftsgeschichte des Kantons Schaffhausen. Schaffhausen 1983.
- Hermann Hesse – Hans Sturzenegger. Briefwechsel 1905–1943. Peter Meili, Schaffhausen 1984, ISBN 3-85805-106-3
- Mundartdichter Albert Bächtold 1891–1981. Schaffhausen 1986, ISBN 3-85805-041-5.
- Die Geschichte der Gemeinde Büttenhardt. 1988.
- Geschichte von Wilchingen. Wilchingen 1988.
- Photographische Erzählungen Schaffhausen, Rhein bis Untersee. Schaffhausen 1989.
- Die Geschichte des Randendorfs Beggingen. Beggingen 1991.
- Osterfingen – Die Geschichte des Weinbaudorfs. Osterfingen 1994.
- Mit Tina Grütter: Werner Schaad, Zeichnungen und Bilder aus der Pariserzeit/Das Spätwerk. Schaffhausen 1999.
- Mit Christina Bürgin, Armin Eberle, Eduard Joos, Stefan Sigrist: Schaffhauser Kantonsgeschichte des 19. und 20. Jahrhunderts / Band 3: Gesellschaft – Alltag – Kultur – Siedlung – Religion – Literatur – Register. Schaffhausen 2002.